# 埃嫩 (密蘇里州聖查爾斯縣)
埃嫩（英語：Enon），又名霍伯維爾（Hoeberville），是位於美國密蘇里州聖查爾斯縣的非建制地區。

## 歷史
埃嫩的郵局（名為霍伯維爾）於1879年設立，其後於1914年停運。

## 地理
埃嫩所處的海拔為高於海平面140米（即459英呎），而該地所採用的時區為UTC-6，即北美中部時區（CST）。同時該地設有夏令時間，為UTC-6調快一小時，即UTC-5（CDT）。